# 圣马克卢德福勒维尔
圣马克卢-德福勒维尔（法語：Saint-Maclou-de-Folleville，法語發音：[sɛ̃ maklu də fɔlvil]）是法国滨海塞纳省的一个市镇，属于迪耶普区。

## 地理
圣马克卢-德福勒维尔（49°40'50"N, 1°6'24"E）面积13.21 平方千米，位于法国诺曼底大区滨海塞纳省，该省份为法国北部沿海省份，其西部及北部濒大西洋英吉利海峡，东起顺时针与索姆省、瓦兹省、厄尔省和卡爾瓦多斯省接壤。
与圣马克卢-德福勒维尔接壤的市镇（或旧市镇、城区）包括：弗雷奈勒隆、科地区蒙特勒伊、锡河畔圣但尼、圣维克托拉拜、托特、瓦尔讷维尔-布雷特维尔、瓦松维尔。
圣马克卢-德福勒维尔的时区为UTC+01:00、UTC+02:00（夏令时）。

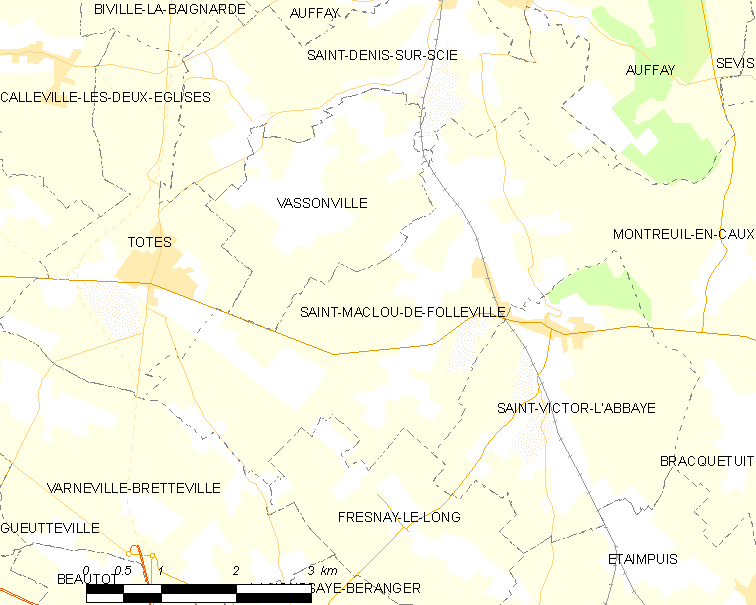
圣马克卢-德福勒维尔的OSM定位图

## 行政
圣马克卢-德福勒维尔的邮政编码为76890，INSEE市镇编码为76602。

## 政治
圣马克卢-德福勒维尔所属的省级选区为吕讷赖县。

## 人口

1962-2008年间圣马克卢-德福勒维尔人口变化图示

圣马克卢-德福勒维尔于2022年1月1日时的人口数量为609人。